# Hieracium kusnetzkiense
Hieracium kusnetzkiense là một loài thực vật có hoa trong họ Cúc. Loài này được Schischk. & Serg. mô tả khoa học đầu tiên năm 1949.